# KBO 득점상
KBO 득점상은 연말 KBO 리그 시상식에서 해당 연도 정규 리그의 득점 1위에게 수여하는 상이다. 프로야구 출범 시에는 공식 타이틀이 아니었지만 2000년 시즌부터 타이틀 수상을 시작하여 현재의 타자 부문 8개 타이틀이 성립되게 되었다. 기존 명칭은 한국프로야구 최다득점상이었으나 KBO의 브랜드 아이덴디티 통합 작업에 따라 2015년 시즌부터 "KBO 득점상"이라는 새로운 명칭을 사용하게 되었다.

## 연도별 수상자
| 연도                   | 이름     | 소속          | 득점 | 비고                          |
| ---------------------- | -------- | ------------- | ---- | ----------------------------- |
| 1982년                 | 김봉연   | 해태 타이거즈 | 55   |                               |
| 1982년                 | 백인천   | MBC 청룡      | 55   |                               |
| 1983년                 | 이해창   | MBC 청룡      | 65   |                               |
| 1984년                 | 이해창   | MBC 청룡      | 62   |                               |
| 1984년                 | 홍문종   | 롯데 자이언츠 | 62   |                               |
| 1985년                 | 이순철   | 해태 타이거즈 | 67   |                               |
| 1986년                 | 김재박   | MBC 청룡      | 67   |                               |
| 1987년                 | 이광은   | MBC 청룡      | 66   |                               |
| 1988년                 | 이순철   | 해태 타이거즈 | 81   |                               |
| 1989년                 | 김성한   | 해태 타이거즈 | 93   |                               |
| 1990년                 | 이강돈   | 빙그레 이글스 | 91   |                               |
| 1991년                 | 장종훈   | 빙그레 이글스 | 104  | 단일 시즌 최초로 100득점 달성 |
| 1992년                 | 장종훈   | 빙그레 이글스 | 106  |                               |
| 1993년                 | 이종범   | 해태 타이거즈 | 85   |                               |
| 1994년                 | 이종범   | 해태 타이거즈 | 113  |                               |
| 1995년                 | 전준호   | 롯데 자이언츠 | 93   |                               |
| 1996년                 | 이종범   | 해태 타이거즈 | 94   |                               |
| 1997년                 | 이종범   | 해태 타이거즈 | 112  |                               |
| 1998년                 | 이승엽   | 삼성 라이온즈 | 100  |                               |
| 1999년                 | 이승엽   | 삼성 라이온즈 | 128  |                               |
| 2000년부터 득점상 신설 |          |               |      |                               |
| 2000년                 | 이승엽   | 삼성 라이온즈 | 109  |                               |
| 2001년                 | 이병규   | LG 트윈스     | 107  |                               |
| 2002년                 | 이승엽   | 삼성 라이온즈 | 123  |                               |
| 2003년                 | 이승엽   | 삼성 라이온즈 | 115  |                               |
| 2004년                 | 이종범   | KIA 타이거즈  | 100  |                               |
| 2005년                 | 데이비스 | 한화 이글스   | 90   | 최초의 외국인 득점왕          |
| 2005년                 | 박용택   | LG 트윈스     | 90   |                               |
| 2006년                 | 박한이   | 삼성 라이온즈 | 89   |                               |
| 2007년                 | 고영민   | 두산 베어스   | 89   |                               |
| 2008년                 | 이종욱   | 두산 베어스   | 98   |                               |
| 2009년                 | 정근우   | SK 와이번스   | 98   |                               |
| 2009년                 | 최희섭   | KIA 타이거즈  | 98   |                               |
| 2010년                 | 이대호   | 롯데 자이언츠 | 99   |                               |
| 2011년                 | 전준우   | 롯데 자이언츠 | 97   |                               |
| 2012년                 | 이용규   | KIA 타이거즈  | 86   |                               |
| 2013년                 | 박병호   | 넥센 히어로즈 | 91   |                               |
| 2014년                 | 서건창   | 넥센 히어로즈 | 135  |                               |
| 2015년                 | 테임즈   | NC 다이노스   | 130  |                               |
| 2016년                 | 정근우   | 한화 이글스   | 121  |                               |
| 2017년                 | 버나디나 | KIA 타이거즈  | 118  |                               |
| 2018년                 | 전준우   | 롯데 자이언츠 | 118  |                               |
| 2019년                 | 김하성   | 키움 히어로즈 | 112  |                               |
| 2020년                 | 로하스   | kt 위즈       | 116  |                               |
| 2021년                 | 구자욱   | 삼성 라이온즈 | 107  |                               |
| 2022년                 | 피렐라   | 삼성 라이온즈 | 102  |                               |
| 2023년                 | 홍창기   | LG 트윈스     | 109  |                               |
| 2024년                 | 김도영   | KIA 타이거즈  | 143  | 단일 시즌 최다 득점           |